# 6 uur van Fuji 2018
De 6 uur van Fuji 2018 was de vierde race van het FIA World Endurance Championship-seizoen 2018-2019. De race werd verreden op 14 oktober 2018 op de Fuji Speedway nabij Oyama, Japan.
De race werd gewonnen door de Toyota Gazoo Racing #7 van Mike Conway, Kamui Kobayashi en José María López. De LMP2-klasse werd gewonnen door de Jackie Chan DC Racing #37 van Jazeman Jaafar, Nabil Jeffri en Weiron Tan. De LMGTE Pro-klasse werd gewonnen door de Porsche GT Team #92 van Michael Christensen en Kévin Estre. De LMGTE Am-klasse werd gewonnen door de Team Project 1 #56 van Jörg Bergmeister, Patrick Lindsey en Egidio Perfetti.

## Kwalificatie
Tijden vetgedrukt betekent de snelste tijd in die klasse.
| Pos. | Klasse    | No. | Team                      | Tijd     | Grid |
| ---- | --------- | --- | ------------------------- | -------- | ---- |
| 1    | LMP1      | 8   | Toyota Gazoo Racing       | 1:23.648 | 1    |
| 2    | LMP1      | 1   | Rebellion Racing          | 1:24.359 | 2    |
| 3    | LMP1      | 3   | Rebellion Racing          | 1:24.533 | 3    |
| 4    | LMP1      | 17  | SMP Racing                | 1:24.744 | 4    |
| 5    | LMP1      | 11  | SMP Racing                | 1:25.146 | 5    |
| 6    | LMP1      | 4   | ByKolles Racing Team      | 1:26.579 | 6    |
| 7    | LMP1      | 10  | DragonSpeed               | 1:28.207 | 7    |
| 8    | LMP2      | 31  | DragonSpeed               | 1:28.906 | 9    |
| 9    | LMP2      | 37  | Jackie Chan DC Racing     | 1:29.203 | 10   |
| 10   | LMP2      | 38  | Jackie Chan DC Racing     | 1:29.294 | 11   |
| 11   | LMP2      | 36  | Signatech Alpine Matmut   | 1:29.432 | 12   |
| 12   | LMP2      | 28  | TDS Racing                | 1:30.795 | 13   |
| 13   | LMP2      | 29  | Racing Team Nederland     | 1:31.440 | 14   |
| 14   | LMP2      | 50  | Larbre Compétition        | 1:32.677 | 15   |
| 15   | LMGTE Pro | 95  | Aston Martin Racing       | 1:36.093 | 16   |
| 16   | LMGTE Pro | 82  | BMW Team MTEK             | 1:36.275 | 17   |
| 17   | LMGTE Pro | 97  | Aston Martin Racing       | 1:36.362 | 18   |
| 18   | LMGTE Pro | 67  | Ford Chip Ganassi Team UK | 1:36.453 | 19   |
| 19   | LMGTE Pro | 71  | AF Corse                  | 1:36.542 | 20   |
| 20   | LMGTE Pro | 51  | AF Corse                  | 1:36.544 | 21   |
| 21   | LMGTE Pro | 81  | BMW Team MTEK             | 1:36.737 | 22   |
| 22   | LMGTE Pro | 91  | Porsche GT Team           | 1:36.776 | 23   |
| 23   | LMGTE Pro | 66  | Ford Chip Ganassi Team UK | 1:36.967 | 24   |
| 24   | LMGTE Pro | 92  | Porsche GT Team           | 1:37.109 | 25   |
| 25   | LMGTE Am  | 88  | Dempsey-Proton Racing     | 1:38.336 | 26   |
| 26   | LMGTE Am  | 98  | Aston Martin Racing       | 1:38.400 | 27   |
| 27   | LMGTE Am  | 77  | Dempsey-Proton Racing     | 1:38.524 | 28   |
| 28   | LMGTE Am  | 56  | Team Project 1            | 1:38.578 | 29   |
| 29   | LMGTE Am  | 90  | TF Sport                  | 1:38.598 | 30   |
| 30   | LMGTE Am  | 61  | Clearwater Racing         | 1:39.330 | 31   |
| 31   | LMGTE Am  | 86  | Gulf Racing UK            | 1:39.355 | 32   |
| 32   | LMGTE Am  | 54  | Spirit of Race            | 1:39.371 | 33   |
| 33   | LMGTE Am  | 70  | MR Racing                 | 1:39.885 | 34   |
| 34   | LMP1      | 7   | Toyota Gazoo Racing       | 1:23.678 | 8    |

## Uitslag
Winnaars in hun klasse zijn vetgedrukt; LMP1 is rood, LMP2 is blauw, LMGTE Pro is groen en LMGTE Am is oranje.
| Pos. | Klasse    | No. | Team                      | Coureurs                                                | Chassis                       | Banden | Ronden | Tijd/Reden        |
| Pos. | Klasse    | No. | Team                      | Coureurs                                                | Motor                         | Banden | Ronden | Tijd/Reden        |
| ---- | --------- | --- | ------------------------- | ------------------------------------------------------- | ----------------------------- | ------ | ------ | ----------------- |
| 1    | LMP1      | 7   | Toyota Gazoo Racing       | Mike Conway Kamui Kobayashi José María López            | Toyota TS050 Hybrid           | M      | 230    | 6:00:21.800       |
| 1    | LMP1      | 7   | Toyota Gazoo Racing       | Mike Conway Kamui Kobayashi José María López            | Toyota 2.4 L Turbo V6         | M      | 230    | 6:00:21.800       |
| 2    | LMP1      | 8   | Toyota Gazoo Racing       | Fernando Alonso Sébastien Buemi Kazuki Nakajima         | Toyota TS050 Hybrid           | M      | 230    | +11.440           |
| 2    | LMP1      | 8   | Toyota Gazoo Racing       | Fernando Alonso Sébastien Buemi Kazuki Nakajima         | Toyota 2.4 L Turbo V6         | M      | 230    | +11.440           |
| 3    | LMP1      | 1   | Rebellion Racing          | Neel Jani André Lotterer Bruno Senna                    | Rebellion R13                 | M      | 226    | +4 ronden         |
| 3    | LMP1      | 1   | Rebellion Racing          | Neel Jani André Lotterer Bruno Senna                    | Gibson GL458 4.5 L V8         | M      | 226    | +4 ronden         |
| 4    | LMP1      | 11  | SMP Racing                | Michail Aljosjin Jenson Button Vitali Petrov            | BR Engineering BR1            | M      | 219    | +11 ronden        |
| 4    | LMP1      | 11  | SMP Racing                | Michail Aljosjin Jenson Button Vitali Petrov            | AER P60B 2.4 L Turbo V6       | M      | 219    | +11 ronden        |
| 5    | LMP1      | 4   | ByKolles Racing Team      | Tom Dillmann James Rossiter Oliver Webb                 | ENSO CLM P1/01                | M      | 219    | +11 ronden        |
| 5    | LMP1      | 4   | ByKolles Racing Team      | Tom Dillmann James Rossiter Oliver Webb                 | Nismo VRX30A 3.0 L Turbo V6   | M      | 219    | +11 ronden        |
| 6    | LMP2      | 37  | Jackie Chan DC Racing     | Jazeman Jaafar Nabil Jeffri Weiron Tan                  | Oreca 07                      | D      | 217    | +13 ronden        |
| 6    | LMP2      | 37  | Jackie Chan DC Racing     | Jazeman Jaafar Nabil Jeffri Weiron Tan                  | Gibson GK428 4.2 L V8         | D      | 217    | +13 ronden        |
| 7    | LMP2      | 38  | Jackie Chan DC Racing     | Gabriel Aubry Stéphane Richelmi Ho-Pin Tung             | Oreca 07                      | D      | 217    | +13 ronden        |
| 7    | LMP2      | 38  | Jackie Chan DC Racing     | Gabriel Aubry Stéphane Richelmi Ho-Pin Tung             | Gibson GK428 4.2 L V8         | D      | 217    | +13 ronden        |
| 8    | LMP2      | 36  | Signatech Alpine Matmut   | Nicolas Lapierre André Negrão Pierre Thiriet            | Alpine A470                   | D      | 217    | +13 ronden        |
| 8    | LMP2      | 36  | Signatech Alpine Matmut   | Nicolas Lapierre André Negrão Pierre Thiriet            | Gibson GK428 4.2 L V8         | D      | 217    | +13 ronden        |
| 9    | LMP2      | 28  | TDS Racing                | François Perrodo Matthieu Vaxivière Jean-Éric Vergne    | Oreca 07                      | D      | 216    | +14 ronden        |
| 9    | LMP2      | 28  | TDS Racing                | François Perrodo Matthieu Vaxivière Jean-Éric Vergne    | Gibson GK428 4.2 L V8         | D      | 216    | +14 ronden        |
| 10   | LMP2      | 50  | Larbre Compétition        | Erwin Creed Keiko Ihara Romano Ricci                    | Ligier JS P217                | M      | 211    | +19 ronden        |
| 10   | LMP2      | 50  | Larbre Compétition        | Erwin Creed Keiko Ihara Romano Ricci                    | Gibson GK428 4.2 L V8         | M      | 211    | +19 ronden        |
| 11   | LMGTE Pro | 92  | Porsche GT Team           | Michael Christensen Kévin Estre                         | Porsche 911 RSR               | M      | 207    | +23 ronden        |
| 11   | LMGTE Pro | 92  | Porsche GT Team           | Michael Christensen Kévin Estre                         | Porsche 4.0 L Flat-6          | M      | 207    | +23 ronden        |
| 12   | LMGTE Pro | 82  | BMW Team MTEK             | Tom Blomqvist António Félix da Costa                    | BMW M8 GTE                    | M      | 207    | +23 ronden        |
| 12   | LMGTE Pro | 82  | BMW Team MTEK             | Tom Blomqvist António Félix da Costa                    | BMW S63 4.0 L Turbo V8        | M      | 207    | +23 ronden        |
| 13   | LMGTE Pro | 67  | Ford Chip Ganassi Team UK | Andy Priaulx Harry Tincknell                            | Ford GT                       | M      | 207    | +23 ronden        |
| 13   | LMGTE Pro | 67  | Ford Chip Ganassi Team UK | Andy Priaulx Harry Tincknell                            | Ford EcoBoost 3.5L Turbo V6   | M      | 207    | +23 ronden        |
| 14   | LMGTE Pro | 51  | AF Corse                  | James Calado Alessandro Pier Guidi                      | Ferrari 488 GTE Evo           | M      | 207    | +23 ronden        |
| 14   | LMGTE Pro | 51  | AF Corse                  | James Calado Alessandro Pier Guidi                      | Ferrari F154CB 4.0 L Turbo V8 | M      | 207    | +23 ronden        |
| 15   | LMGTE Pro | 91  | Porsche GT Team           | Gianmaria Bruni Richard Lietz                           | Porsche 911 RSR               | M      | 207    | +23 ronden        |
| 15   | LMGTE Pro | 91  | Porsche GT Team           | Gianmaria Bruni Richard Lietz                           | Porsche 4.0 L Flat-6          | M      | 207    | +23 ronden        |
| 16   | LMGTE Pro | 95  | Aston Martin Racing       | Marco Sørensen Nicki Thiim                              | Aston Martin Vantage AMR      | M      | 206    | +24 ronden        |
| 16   | LMGTE Pro | 95  | Aston Martin Racing       | Marco Sørensen Nicki Thiim                              | Aston Martin 4.0 L Turbo V8   | M      | 206    | +24 ronden        |
| 17   | LMGTE Pro | 81  | BMW Team MTEK             | Nick Catsburg Martin Tomczyk                            | BMW M8 GTE                    | M      | 206    | +24 ronden        |
| 17   | LMGTE Pro | 81  | BMW Team MTEK             | Nick Catsburg Martin Tomczyk                            | BMW S63 4.0 L Turbo V8        | M      | 206    | +24 ronden        |
| 18   | LMGTE Pro | 66  | Ford Chip Ganassi Team UK | Stefan Mücke Olivier Pla                                | Ford GT                       | M      | 206    | +24 ronden        |
| 18   | LMGTE Pro | 66  | Ford Chip Ganassi Team UK | Stefan Mücke Olivier Pla                                | Ford EcoBoost 3.5L Turbo V6   | M      | 206    | +24 ronden        |
| 19   | LMGTE Pro | 97  | Aston Martin Racing       | Alex Lynn Maxime Martin                                 | Aston Martin Vantage AMR      | M      | 206    | +24 ronden        |
| 19   | LMGTE Pro | 97  | Aston Martin Racing       | Alex Lynn Maxime Martin                                 | Aston Martin 4.0 L Turbo V8   | M      | 206    | +24 ronden        |
| 20   | LMP2      | 31  | DragonSpeed               | Anthony Davidson Roberto González Pastor Maldonado      | Oreca 07                      | M      | 205    | +25 ronden        |
| 20   | LMP2      | 31  | DragonSpeed               | Anthony Davidson Roberto González Pastor Maldonado      | Gibson GK428 4.2 L V8         | M      | 205    | +25 ronden        |
| 21   | LMP2      | 29  | Racing Team Nederland     | Frits van Eerd Giedo van der Garde Nyck de Vries        | Dallara P217                  | M      | 204    | +26 ronden        |
| 21   | LMP2      | 29  | Racing Team Nederland     | Frits van Eerd Giedo van der Garde Nyck de Vries        | Gibson GK428 4.2 L V8         | M      | 204    | +26 ronden        |
| 22   | LMGTE Pro | 71  | AF Corse                  | Sam Bird Davide Rigon                                   | Ferrari 488 GTE Evo           | M      | 202    | +28 ronden        |
| 22   | LMGTE Pro | 71  | AF Corse                  | Sam Bird Davide Rigon                                   | Ferrari F154CB 3.9 L Turbo V8 | M      | 202    | +28 ronden        |
| 23   | LMGTE Am  | 56  | Team Project 1            | Jörg Bergmeister Patrick Lindsey Egidio Perfetti        | Porsche 911 RSR               | M      | 201    | +29 ronden        |
| 23   | LMGTE Am  | 56  | Team Project 1            | Jörg Bergmeister Patrick Lindsey Egidio Perfetti        | Porsche 4.0 L Flat-6          | M      | 201    | +29 ronden        |
| 24   | LMGTE Am  | 90  | TF Sport                  | Jonathan Adam Charlie Eastwood Salih Yoluç              | Aston Martin Vantage GTE      | M      | 201    | +29 ronden        |
| 24   | LMGTE Am  | 90  | TF Sport                  | Jonathan Adam Charlie Eastwood Salih Yoluç              | Aston Martin 4.5 L V8         | M      | 201    | +29 ronden        |
| 25   | LMGTE Am  | 98  | Aston Martin Racing       | Paul Dalla Lana Pedro Lamy Mathias Lauda                | Aston Martin Vantage GTE      | M      | 201    | +29 ronden        |
| 25   | LMGTE Am  | 98  | Aston Martin Racing       | Paul Dalla Lana Pedro Lamy Mathias Lauda                | Aston Martin 4.5 L V8         | M      | 201    | +29 ronden        |
| 26   | LMGTE Am  | 86  | Gulf Racing UK            | Ben Barker Thomas Preining Michael Wainwright           | Porsche 911 RSR               | M      | 201    | +29 ronden        |
| 26   | LMGTE Am  | 86  | Gulf Racing UK            | Ben Barker Thomas Preining Michael Wainwright           | Porsche 4.0 L Flat-6          | M      | 201    | +29 ronden        |
| 27   | LMGTE Am  | 54  | Spirit of Race            | Francesco Castellacci Giancarlo Fisichella Thomas Flohr | Ferrari 488 GTE               | M      | 200    | +30 ronden        |
| 27   | LMGTE Am  | 54  | Spirit of Race            | Francesco Castellacci Giancarlo Fisichella Thomas Flohr | Ferrari F154CB 3.9 L Turbo V8 | M      | 200    | +30 ronden        |
| 28   | LMGTE Am  | 61  | Clearwater Racing         | Matt Griffin Weng Sun Mok Keita Sawa                    | Ferrari 488 GTE               | M      | 200    | +30 ronden        |
| 28   | LMGTE Am  | 61  | Clearwater Racing         | Matt Griffin Weng Sun Mok Keita Sawa                    | Ferrari F154CB 3.9 L Turbo V8 | M      | 200    | +30 ronden        |
| DNF  | LMP1      | 10  | DragonSpeed               | James Allen Ben Hanley                                  | BR Engineering BR1            | M      | 179    | Mechanisch        |
| DNF  | LMP1      | 10  | DragonSpeed               | James Allen Ben Hanley                                  | AER P60B 2.4 L Turbo V6       | M      | 179    | Mechanisch        |
| DNF  | LMP1      | 17  | SMP Racing                | Matevos Isaakjan Jegor Oroedzjev Stéphane Sarrazin      | BR Engineering BR1            | M      | 132    | Mechanisch        |
| DNF  | LMP1      | 17  | SMP Racing                | Matevos Isaakjan Jegor Oroedzjev Stéphane Sarrazin      | AER P60B 2.4 L Turbo V6       | M      | 132    | Mechanisch        |
| DNF  | LMP1      | 3   | Rebellion Racing          | Mathias Beche Thomas Laurent Gustavo Menezes            | Rebellion R13                 | M      | 23     | Ongeluk           |
| DNF  | LMP1      | 3   | Rebellion Racing          | Mathias Beche Thomas Laurent Gustavo Menezes            | Gibson GL458 4.5 L V8         | M      | 23     | Ongeluk           |
| DNF  | LMGTE Am  | 70  | MR Racing                 | Olivier Beretta Eddie Cheever III Motoaki Ishikawa      | Ferrari 488 GTE               | M      | 14     | Lekke band        |
| DNF  | LMGTE Am  | 70  | MR Racing                 | Olivier Beretta Eddie Cheever III Motoaki Ishikawa      | Ferrari F154CB 3.9 L Turbo V8 | M      | 14     | Lekke band        |
| DSQ  | LMGTE Am  | 88  | Dempsey-Proton Racing     | Matteo Cairoli Satoshi Hoshino Giorgio Roda             | Porsche 911 RSR               | M      | 201    | Gediskwalificeerd |
| DSQ  | LMGTE Am  | 88  | Dempsey-Proton Racing     | Matteo Cairoli Satoshi Hoshino Giorgio Roda             | Porsche 4.0 L Flat-6          | M      | 201    | Gediskwalificeerd |
| DSQ  | LMGTE Am  | 77  | Dempsey-Proton Racing     | Julien Andlauer Matt Campbell Christian Ried            | Porsche 911 RSR               | M      | 176    | Gediskwalificeerd |
| DSQ  | LMGTE Am  | 77  | Dempsey-Proton Racing     | Julien Andlauer Matt Campbell Christian Ried            | Porsche 4.0 L Flat-6          | M      | 176    | Gediskwalificeerd |

## Tussenstanden na wedstrijd
LMP (coureurs)
| Pos | Coureur                                         | Punten |
| --- | ----------------------------------------------- | ------ |
| 1   | Fernando Alonso Sébastien Buemi Kazuki Nakajima | 84     |
| 2   | Mike Conway Kamui Kobayashi José María López    | 71     |
| 3   | Mathias Beche Thomas Laurent Gustavo Menezes    | 63     |
| 4   | Neel Jani André Lotterer                        | 51     |
| 5   | Jazeman Jaafar Nabil Jeffri Weiron Tan          | 34     |

LMP1 (teams)
| Pos | Team                 | Punten |
| --- | -------------------- | ------ |
| 1   | Toyota Gazoo Racing  | 92     |
| 2   | Rebellion Racing     | 78     |
| 3   | SMP Racing           | 37     |
| 4   | ByKolles Racing Team | 22     |
| 5   | CEFC TRSM Racing     | 1      |

GTE (coureurs)
| Pos | Coureur                            | Punten |
| --- | ---------------------------------- | ------ |
| 1   | Michael Christensen Kévin Estre    | 96     |
| 2   | Stefan Mücke Olivier Pla           | 61     |
| 3   | James Calado Alessandro Pier Guidi | 55,5   |
| 4   | Gianmaria Bruni Richard Lietz      | 50     |
| 5   | Billy Johnson                      | 48     |

GTE (constructeurs)
| Pos | Constructeur | Punten |
| --- | ------------ | ------ |
| 1   | Porsche      | 148    |
| 2   | Ford         | 96     |
| 3   | Ferrari      | 84     |
| 4   | Aston Martin | 57     |
| 5   | BMW          | 51     |

LMP2 (coureurs)
| Pos | Coureur                                      | Punten |
| --- | -------------------------------------------- | ------ |
| 1   | Nicolas Lapierre André Negrão Pierre Thiriet | 87     |
| 2   | Gabriel Aubry Stéphane Richelmi Ho-Pin Tung  | 86     |
| 3   | Jazeman Jaafar Nabil Jeffri Weiron Tan       | 86     |
| 4   | Roberto González Pastor Maldonado            | 55     |
| 5   | Erwin Creed Romano Ricci                     | 38     |

LMP2 (teams)
| Pos | Nr | Team                    | Punten |
| --- | -- | ----------------------- | ------ |
| 1   | 36 | Signatech Alpine Matmut | 87     |
| 2   | 38 | Jackie Chan DC Racing   | 86     |
| 3   | 37 | Jackie Chan DC Racing   | 86     |
| 4   | 31 | DragonSpeed             | 55     |
| 5   | 50 | Larbre Compétition      | 38     |

GTE Am (coureurs)
| Pos | Coureur                                                 | Punten |
| --- | ------------------------------------------------------- | ------ |
| 1   | Jörg Bergmeister Patrick Lindsey Egidio Perfetti        | 66     |
| 2   | Charlie Eastwood Salih Yoluç                            | 54     |
| 3   | Paul Dalla Lana Pedro Lamy Mathias Lauda                | 53     |
| 4   | Matt Griffin Weng Sun Mok Keita Sawa                    | 51     |
| 5   | Francesco Castellacci Giancarlo Fisichella Thomas Flohr | 43     |

GTE Am (teams)
| Pos | Nr | Team                | Punten |
| --- | -- | ------------------- | ------ |
| 1   | 56 | Team Project 1      | 66     |
| 2   | 90 | TF Sport            | 54     |
| 3   | 98 | Aston Martin Racing | 53     |
| 4   | 61 | Clearwater Racing   | 51     |
| 5   | 54 | Spirit of Race      | 43     |